# Reprezentacja Belgii w piłce ręcznej kobiet
Reprezentacja Belgii w piłce ręcznej kobiet – narodowy zespół piłkarek ręcznych Belgii. Reprezentuje swój kraj w rozgrywkach międzynarodowych.
Nigdy nie wzięła udziału w igrzyskach olimpijskich.